# Магдалена Сибілла Гольштейн-Готторпська
Магдалена Сибілла Шлезвіг-Гольштейн-Готторпська (нім. Magdalena Sibylle von Schleswig-Holstein-Gottorf, 24 листопада 1631 — 22 вересня 1719) — принцеса Шлезвіг-Гольштейн-Готторпська, донька герцога Фрідріха III та Марії Єлизавети Саксонської, дружина герцога Мекленбург-Гюстровського Густава Адольфа.

## Життєпис
Магдалена Сибілла народилась 24 листопада 1631 року у палаці Готторпів. Вона була другою дитиною в родині правлячого герцога Шлезвіг-Гольштейн-Готторпського Фрідріха III та його дружини Марії Єлизавети Саксонської. Старшою була донька Софія Августа. Згодом в сім'ї з'явилося ще чотирнадцятеро дітей.
У 23 роки Магдалена Сибілла пошлюбилася із герцогом Густавом Адольфом Мекленбург-Гюстровським. Весілля проходило 28 грудня або 28 листопада 1654 року у Готторпі. У подружжя народилося одинадцятеро дітей.
Густав Адольф помер 6 жовтня 1695 року. Подальша доля Мекленбург-Гюстрова викликала суперечки, оскільки всі нащадки герцога померли за життя батька, які тривали до 1701 року, коли було вирішено створити нове державне утворення — Мекленбург-Штреліцьке герцогство. Після смерті чоловіка Магдалена Сибілла продовжувала жити у Гюстрові вдовіючою герцогинею і мала при собі невеличкий двір аж до самої смерті у 1719 році.

## Родина

Портрет Магдалени Сибілли із чоловіком, замок Гріпсгольм

Чоловік — Густав Адольф Мекленбург-Гюстровський
Діти:
- Йоганн Альбрехт (1655—1660) — помер у п'ятирічному віці;
- Елеонора (1657—1672) — померла у 14 років неодруженою;
- Марія (1659—1701) — була пошлюблена із Адольфом Фрідріхом Мекленбурзьким, мала сина і чотирьох доньок;
- Магдалена (1660—1702)
- Софія (1662—1738) — була пошлюблена із герцогом Крістіаном Ульріхом I Вюртемберзьким, дітей не мала;
- Крістіна (1663—1749) — була пошлюблена із графом цу Штольберг-Ґедерн Людвігом Крістіаном, мала численних нащадків;
- Карл (1664—1668) — принц Мекленбург-Гюстровський, помер за життя батька, був одружений з Марією Амалією Бранденбург-Шведтською, дітей не мав;
- Ядвіґа Елеонора (1666—1735) — була пошлюблена з герцогом Саксен-Мерзебург-Зьорбігським Августом, мала п'ятеро дітей;
- Луїза (1667—1721) — була пошлюблена з королем Данії та Норвегії Фредеріком IV, мала п'ятеро дітей;
- Єлизавета (1668—1738) — була пошлюблена з герцогом Саксен-Мерзебурзьким Генріхом, мала сина і двох доньок;
- Августа (1674—1756) — мала схильність до пієтизму, померла бездітною та неодруженою.